# منشأة ناسا للحواسيب الفائقة
منشأة ناسا للحواسيب الفائقة (بالإنجليزية: NASA Advanced Supercomputing facility)‏ تقع في مركز أمس البحثي لناسا في كاليفورنيا وتقدم خدمات حاسوبية لمشاريع ناسا

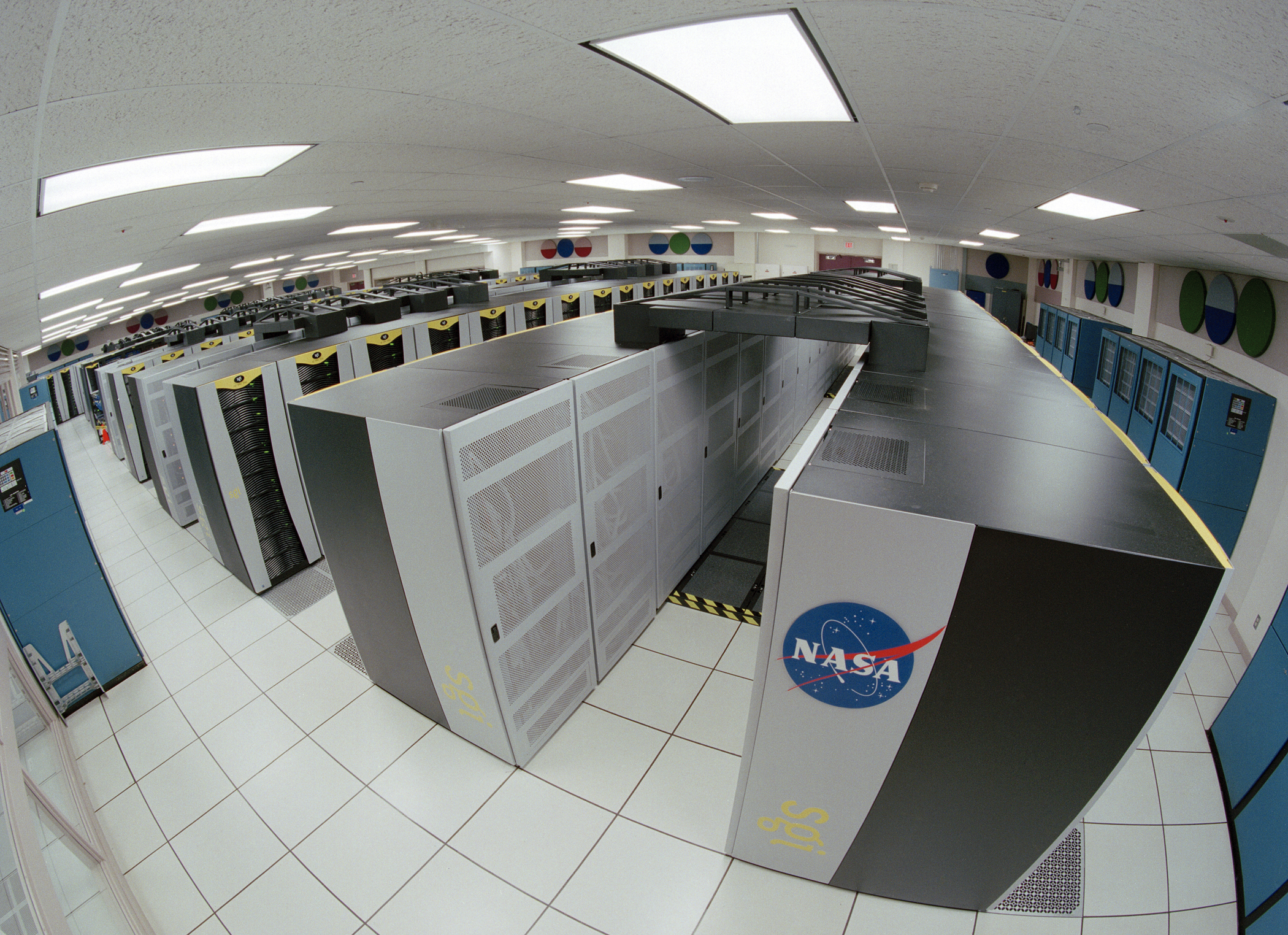
جهاز كولومبيا الفائقat the NASA Advanced Supercomuting Facility.